# Peter Utaka
Peter Utaka (sinh ngày 12 tháng 2 năm 1984) là một cầu thủ bóng đá người Nigeria.

## Đội tuyển bóng đá quốc gia Nigeria
Peter Utaka thi đấu cho đội tuyển bóng đá quốc gia Nigeria từ năm 2010 đến 2011.

## Thống kê sự nghiệp
| Đội tuyển bóng đá Nigeria | Đội tuyển bóng đá Nigeria | Đội tuyển bóng đá Nigeria |
| Năm                       | Trận                      | Bàn                       |
| ------------------------- | ------------------------- | ------------------------- |
| 2010                      | 1                         | 1                         |
| 2011                      | 7                         | 2                         |
| Tổng cộng                 | 8                         | 3                         |